# Apolo de Chatsworth

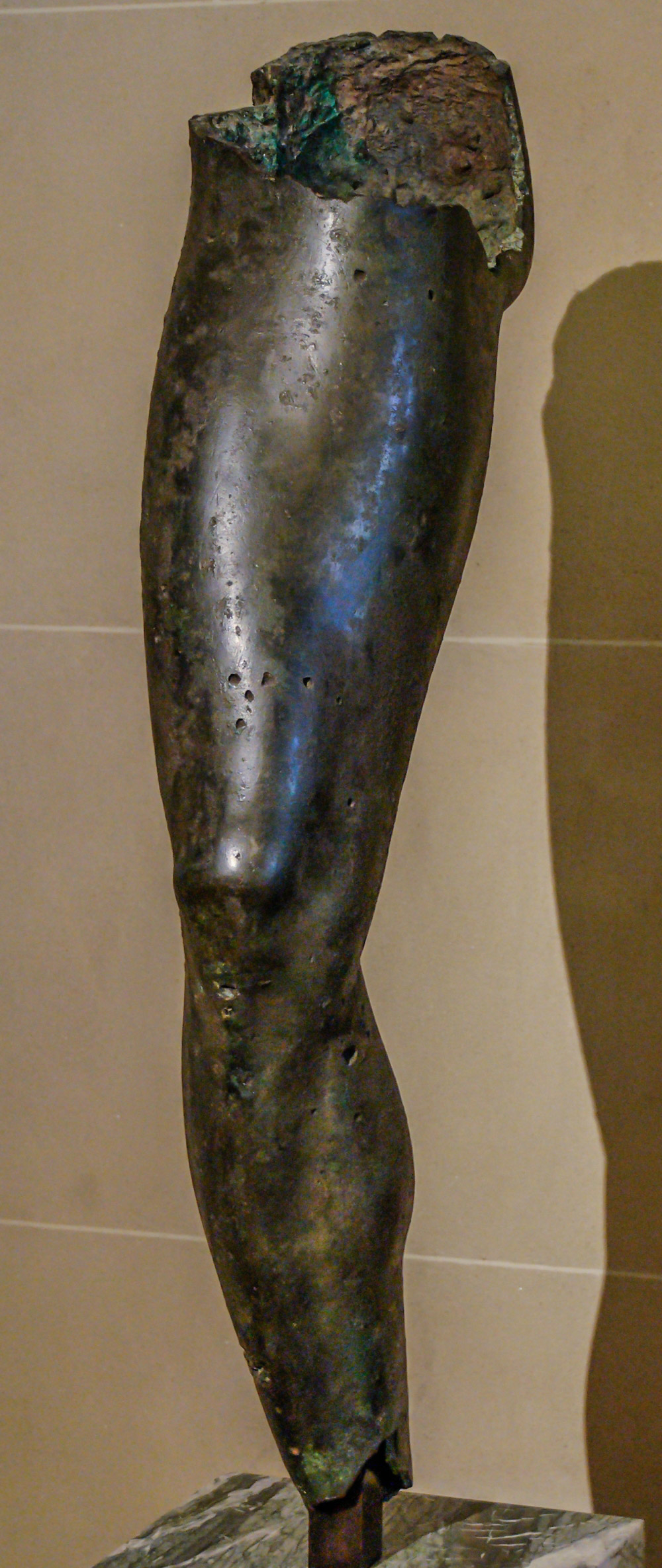
Una pierna de bronce, probablemente de la misma estatua, en el Louvre.

El Apolo de Chatsworth, también llamada la cabeza de Chatsworth, hace referencia a los restos de una estatua de bronce, de la que solo se conservan piezas sueltas, como un muslo o la propia cabeza, de tamaño ligeramente superior al natural, que data de alrededor del 460 a. C. y que en la actualidad forma parte de los depósitos del Museo Británico.

## Descripción
La cabeza era originalmente parte de una estatua completa, probablemente (a juzgar por el cabello rizado hasta los hombros) que representaba al dios griego Apolo, compuesta de varias secciones (cabeza, brazos, piernas, algunos de los mechones de cabello) producidas por separado por la pérdida de fundición de cera luego unida en un todo -una pierna de la misma escultura está en el Louvre (Br 69)-. Sus ojos probablemente tenían originalmente incrustaciones de vidrio, mármol o marfil, que se sostuvieron con placas de bronce sobrevivientes, que se curvan hacia afuera para formarlas pestañas. Sus labios parecen haber sido bañados en cobre rojizo para imitar su color natural.
Su datación sigue siendo controvertida, aunque los especialistas coinciden en situarla en los años 460 a. C., en un momento intermedio entre los períodos arcaico y clásico. Esa mezcla se deja ver en los rasgos y molde de la cabeza, de estilo particular: los volúmenes masivos, la mandíbula inferior grande y la boca pequeña prefieren indicar el estilo arcaico, pero anomalías en el tratamiento de los detalles, en particular en la disposición de los mechones de pelo, pueden sugerir incluso una obra neoclásica del siglo I a. C. Sin embargo, el lugar del descubrimiento, Chipre, bastante lejos de la Grecia continental, también puede explicar este fenómeno.
La estatua fue fundido negativo a la cera perdida (proceso indirecto) en un bronce que contenía aproximadamente 9,5% de estaño a 90% de cobre y 0,5-1% de plomo. La fractura de la pierna, ubicada a nivel de una zona de soldadura, mostró que la aleación de soldadura es de la misma naturaleza que la de la pierna, lo que pone de relieve la gran maestría técnica de los bronceadores griegos en este período en soldadura. El metal de imprimación se derrite en exceso y luego se vuelve a trabajar para restaurar la escultura a la forma deseada.

## Descubrimiento
En 1834, el Museo del Louvre logró comprar la primera gran estatua de bronce encontrada en los tiempos modernos después de su descubrimiento en Italia cerca de la isla de Elba. Dos años más tarde, se descubrió una estatua completa cerca de Tamasos, en Chipre, y fue inmediatamente recuperada por los lugareños que la sacaron de su posición con carretas de bueyes. Durante su recorrido la estatua se vino abajo perdiendo piernas, brazos y torso.

## Origen
La cabeza fue adquirida por William George Spencer Cavendish, sexto duque de Devonshire, en Smyrna (actual Turquía) de manos de Henry Perigal Borrell en 1838. Las otras partes de la estatua se perdieron, pero se cree que una pierna en el Louvre era originalmente parte de esta estatua.
El sexto duque de Devonshire y sus sucesores lo mantuvieron en su residencia de Chatsworth House, de donde toma su nombre. Fue prestado al Museo Fitzwilliam a mediados de la década de 1930, y el Museo Británico lo adquirió al undécimo duque en 1958. Tiene la referencia del catálogo del Museo Británico 1958 0418 1 y se exhibe allí, en la Sala 15.